# Senador Amaral
Pour les articles homonymes, voir Senador.
Senador Amaral est une municipalité brésilienne de l'État du Minas Gerais et la microrégion de Pouso Alegre.